# Campionati mondiali di tiro 1912
I campionati mondiali di tiro 1912 furono la sedicesima edizione dei campionati mondiali di questa disciplina e si disputarono a Biarritz. Questa edizione fu organizzata dall'ISSF. La nazione più medagliata fu la Svizzera.

## Risultati

### Uomini

#### Carabina
| Evento                     | Oro                                                                                            | Oro       | Argento                                                                 | Argento   | Bronzo                                                                                          | Bronzo    |
| Evento                     | Atleta                                                                                         | Risultato | Atleta                                                                  | Risultato | Atleta                                                                                          | Risultato |
| 300m 3 posizioni           | Konrad Stäheli                                                                                 | 1078      | Paul Van Asbroek                                                        | 1038      | Marcel Meyer de Stadelhofen                                                                     | 1036      |
| 300m a terra               | Konrad Stäheli                                                                                 | 367       | Paul Colas                                                              | 358       | Husson                                                                                          | 357       |
| 300m in ginocchio          | Konrad Stäheli                                                                                 | 374       | Marcel Meyer de Stadelhofen                                             | 364       | Fritz Kuchen                                                                                    | 357       |
| 300m in piedi              | Riccardo Ticchi                                                                                | 345       | Paul Van Asbroek                                                        | 338       | Konrad Stäheli                                                                                  | 337       |
| 300m 3 posizioni a squadre | Svizzera Fritz Kuchen Mathias Brunner Marcel Mayer de Stadelhofen Konrad Stäheli Caspar Widmer | 5172      | Francia Husson Albert Courquin Léon Johnson Paul Colas André Parmentier | 5027      | Paesi Bassi Antonius Bouwens Pieter Brussaard Antonie de Gee Uylke Vuurman Gerard van den Bergh | 5010      |

#### Carabina militare
| Evento            | Oro                      | Oro       | Argento               | Argento   | Bronzo                   | Bronzo    |
| Evento            | Atleta                   | Risultato | Atleta                | Risultato | Atleta                   | Risultato |
| 300m 3 posizioni  | Julio Castro del Rosario | 506       | Fritz Kuchen          | 502       | Konrad Stäheli           | 498       |
| 300m a terra      | Julio Castro del Rosario | 179       | Harry Simon           | 176       | Alfredo Galli            | 174       |
| 300m in ginocchio | Fritz Kuchen             | 178       | Riccardo Ticchi       | 172       | Lebet                    | 172       |
| 300m in piedi     | Ernest Eddy              | 166       | Gian Galeazzo Cantoni | 162       | Julio Castro del Rosario | 161       |

#### Pistola
| Evento        | Oro                                                                                             | Oro       | Argento                                                                             | Argento   | Bronzo                                                                              | Bronzo    |
| Evento        | Atleta                                                                                          | Risultato | Atleta                                                                              | Risultato | Atleta                                                                              | Risultato |
| 50m           | Paul Van Asbroek                                                                                | 540       | Paul Maujean                                                                        | 535       | Caspar Widmer                                                                       | 527       |
| 50m a squadre | Belgio Norbert van Molle Charles Paumier du Verger Paul van Asbroeck Philippe Cammaerts Serruys | 2570      | Francia André Barbillat Jean Carrére André de Castelbajac Paul Maujean André Regaud | 2562      | Italia Alfredo Galli Raffaele Frasca Luigi Moretto Giuseppe Mussino Riccardo Ticchi | 2552      |

## Medagliere
Nazione ospitante
| Posiz. | Nazione     | Oro | Argento | Bronzo | Totale |
| ------ | ----------- | --- | ------- | ------ | ------ |
| 1      | Svizzera    | 5   | 2       | 5      | 12     |
| 2      | Belgio      | 2   | 2       | 0      | 4      |
| 3      | Spagna      | 2   | 0       | 1      | 3      |
| 4      | Italia      | 1   | 2       | 2      | 5      |
| 5      | Stati Uniti | 1   | 1       | 0      | 2      |
| 6      | Francia     | 0   | 4       | 2      | 6      |
| 7      | Paesi Bassi | 0   | 0       | 1      | 1      |